# Струга (улица във Варна)
Вижте пояснителната страница за други значения на Струга.
„Струга“ е улица във Варна. Тя е един от преките маршрути в широкия градски център, тъй като свързва бул. „Владислав Варненчик“ с бул. „Сливница“ и бул. „Цар Освободител“. Наречена е на град Струга в днешна Северна Македония, виден център на Българското възраждане. В днешно време върху някогашното ѝ трасе преминава бул. „Васил Левски“.

## Комуникационна стойност
Значението на улица „Струга“ се повишава през 2011 година, когато след разчистване на трасе от растителност и стари къщи е изграден пътен пробив, свързващ три успоредни градски булеварда. При строителните работи новоизграденият пътен участък преминава през паркинг, което буди недоволство сред живеещите на улицата.

## Обекти
Западна страна
- Автогара Варна
- Център за специализация и професионална подготовка на МВР – Варна